# Mikulin (powiat tomaszowski)
Mikulin – wieś w Polsce położona w województwie lubelskim, w powiecie tomaszowskim, w gminie Tyszowce.
| SIMC    | Nazwa           | Rodzaj    |
| ------- | --------------- | --------- |
| 0903512 | Kolonia Mikulin | część wsi |

Wieś starostwa tyszowieckiego w XVIII wieku. W latach 1975–1998 miejscowość należała administracyjnie do województwa zamojskiego.
Wieś jest sołectwem w gminie Tyszowce. Według Narodowego Spisu Powszechnego z roku 2011 wieś liczyła 188 mieszkańców.
Wierni Kościoła rzymskokatolickiego należą do parafii św. Leonarda w Tyszowcach.